# UEFA Women's Nations League
De UEFA Women's Nations League is een internationale vrouwenvoetbalcompetitie die wordt gespeeld tussen de lidstaten van de UEFA. De competitie werd door de UEFA aangekondigd op 3 november 2022. De eerste editie, van seizoen 2023/24, is in het najaar van 2023 begonnen.

## Competitieformule
De competitieformule werd bij de aankondiging op 3 november 2022 bekendgemaakt en gaat uit van 49 tot 52 deelnemende landen. De opzet van de UEFA Women's Nations League is als volgt:
- De deelnemende landen zullen worden verdeeld in drie divisies: A (hoogste divisie), B (middelste divisie) en C (laagste divisie). Divisie A en B tellen elk zestien landen; de resterende landen spelen in divisie C.
- Elke divisie wordt ingedeeld in groepen van drie of vier landen. In divisie A en B zijn dit vier groepen met elk vier landen; in divisie C zijn dit vijf groepen met (afhankelijk van het totale aantal deelnemers) drie of vier landen.
- De deelnemers spelen een hele competitie (thuis en uit) tegen de overige landen in hun groep; elk land speelt dus vier of zes wedstrijden.
- De vier groepswinnaars in divisie A spelen in de Nations League Finals om de titel en elke vier jaar tevens om kwalificatie voor het Olympische voetbaltoernooi.

### Promotie en degradatie
De kwalificaties voor het Europees kampioenschap en het wereldkampioenschap worden vanaf 2023 eveneens in een divisie-systeem gespeeld. De UEFA Women's Nations League kent daarom geen promotie en degradatie tussen de onderlinge edities, maar een promotie-/degradatiesysteem met het voorafgaande en daaropvolgende EK-/WK-kwalificatietoernooi (door de UEFA European Qualifiers genoemd).

Van de UEFA Women's Nations League naar het EK-/WK-kwalificatietoernooi
Na elke UEFA Women's Nations League worden de ploegen in de European Qualifiers ingedeeld in drie divisies, op basis van hun eindklassering in de Nations League-groep:
- Vanuit divisie A plaatsen de winnaars en nummers twee zich voor divisie A van de European Qualifiers. De nummers drie spelen barragewedstrijden (A/B). De nummers vier plaatsen zich voor divisie B.
- Vanuit divisie B plaatsen de winnaars zich voor divisie A van de European Qualifiers. De nummers twee spelen barragewedstrijden (A/B). De slechtste nummer drie en alle nummers vier plaatsen zich voor divisie C. De overige nummers drie spelen barragewedstrijden (B/C).
- Vanuit divisie C plaatsen de winnaars zich voor divisie B van de European Qualifiers. De drie beste nummers twee spelen barragewedstrijden (B/C). De overige nummers twee en alle nummers drie en vier plaatsen zich voor divisie C.

Van het EK-/WK-kwalificatietoernooi naar de UEFA Women's Nations League
Na elk EK-/WK-kwalificatietoernooi (European Qualifiers) worden de ploegen in de Nations League opnieuw in drie divisies ingedeeld, op basis van hun eindklassering in de kwalificatiegroep:
- Vanuit divisie A plaatsen de winnaars, nummers twee en nummers drie zich voor divisie A van de Nations League. De nummers vier plaatsen zich voor divisie B.
- Vanuit divisie B plaatsen de winnaars zich voor divisie A van de Nations League. De nummers twee en de drie beste nummers drie plaatsen zich voor divisie B. De slechtste nummer drie en de nummers vier plaatsen zich voor divisie C.
- Vanuit divisie C plaatsen de winnaars zich voor divisie B van de Nations League. De nummers twee, drie en vier plaatsen zich voor divisie C.

## Link met andere toernooien
De resultaten in de UEFA Women's Nations League zijn ook van belang voor eventuele deelname aan de Olympische Spelen, het Europees kampioenschap en het wereldkampioenschap.

### Olympische Spelen
Elke vier jaar is er via de UEFA Women's Nations League kwalificatie af te dwingen voor de Olympische Spelen. De ploegen die zich plaatsen voor de Nations League Finals (de vier groepswinnaars in divisie A) strijden in dat eindtoernooi om twee Olympische tickets (drie als de Olympische Spelen in Europa zijn). Tijdens de eerste editie van de Nations League (2023/24) zullen de twee beste ploegen (Frankrijk niet meegeteld) van de Nations League Finals zich kwalificeren voor de Olympische Zomerspelen 2024 in Parijs.

### EK en WK voetbal
De eindklassering in de UEFA Women's Nations League is ook van invloed op de groepsindeling voor de EK- en WK-kwalificatietoernooien (zie promotie en degradatie hierboven). De (twaalf) landen die in divisie A van de Nations League groepswinnaar, tweede of derde worden en de (vier) landen die in divisie B van de Nations League groepswinnaar worden mogen in het daaropvolgende EK- of WK-kwalificatietoernooi meespelen in de hoogste divisie. Enkel deze zestien landen kunnen zich rechtstreeks kwalificeren voor het desbetreffende kampioenschap. Landen die in het kwalificatietoernooi uitkomen op een lager niveau kunnen zich enkel kwalificeren via play-offwedstrijden.

## Divisies

### Resultaat per land
1 Geëindigd als winnaar.

2 Geëindigd als nummer twee.

3 Geëindigd als nummer drie.

4 Geëindigd als nummer vier.

 Gepromoveerd naar hogere divisie.

* Gepromoveerd naar hogere divisie na play-offs.

 In dezelfde divisie gebleven.

* In dezelfde divisie gebleven na play-offs.

 Gedegradeerd naar lagere divisie.

* Gedegradeerd naar lagere divisie na play-offs.

   Gastland van de finaleronde.
| Team                  | 2023/24       | 2023/24       | 2023/24       | Kwalificatie EK 2025 | Kwalificatie EK 2025 | Kwalificatie EK 2025 | 2025 | 2025   | 2025     | Kwalificatie WK 2027 | Kwalificatie WK 2027 | Kwalificatie WK 2027 |
| Team                  | Di            | Ei            | P/D           | Di                   | Ei                   | P/D                  | Di   | Ei     | P/D      | Di                   | Ei                   | P/D                  |
| --------------------- | ------------- | ------------- | ------------- | -------------------- | -------------------- | -------------------- | ---- | ------ | -------- | -------------------- | -------------------- | -------------------- |
| Albanië               | B             | 32            | Gedaald       | C                    | 37                   | Gestegen             | B    | 25     | n.t.b.   | B of C               |                      |                      |
| Andorra               | C             | 47            | Stabiel       | C                    | 51                   | Stabiel              | C    | 51     | Stabiel  | C                    |                      |                      |
| Armenië               | C             | 51            | Stabiel       | C                    | 44                   | Stabiel              | C    | 46     | Stabiel  | C                    |                      |                      |
| Azerbeidzjan          | C             | 37            | Gestegen      | B                    | 29                   | Gedaald              | C    | 41     | Stabiel  | C                    |                      |                      |
| België                | A             | 10            | *             | A                    | 12                   | Stabiel              | A    | 10     | n.t.b.   | A of B               |                      |                      |
| Bosnië en Herzegovina | B             | 21            | *             | B                    | 27                   | Stabiel              | B    | 27     | Gedaald  | C                    |                      |                      |
| Bulgarije             | C             | 40            | *             | C                    | 41                   | Stabiel              | C    | 47     | Stabiel  | C                    |                      |                      |
| Cyprus                | C             | 46            | Stabiel       | C                    | 50                   | Stabiel              | C    | 39     | n.t.b.   | B of C               |                      |                      |
| Denemarken            | A             | 6             | Stabiel       | A                    | 6                    | Stabiel              | A    | 9      | n.t.b.   | A of B               |                      |                      |
| Duitsland             | A             | 3             | Stabiel       | A                    | 2                    | Stabiel              | A    | n.t.b. | Stabiel  | A                    |                      |                      |
| Engeland              | A             | 5             | Stabiel       | A                    | 7                    | Stabiel              | A    | 6      | Stabiel  | A                    |                      |                      |
| Estland               | C             | 41            | Stabiel       | C                    | 46                   | Stabiel              | C    | 44     | Stabiel  | C                    |                      |                      |
| Faeröer               | C             | 50            | Stabiel       | C                    | 43                   | Stabiel              | C    | 42     | Stabiel  | C                    |                      |                      |
| Finland               | B             | 18            | Gestegen      | A                    | 13                   | Gedaald              | B    | 23     | n.t.b.   | A of B               |                      |                      |
| Frankrijk             | A             | 2             | Stabiel       | A                    | 3                    | Stabiel              | A    | n.t.b. | Stabiel  | A                    |                      |                      |
| Georgië               | C             | 48            | Stabiel       | C                    | 40                   | Stabiel              | C    | 50     | Stabiel  | C                    |                      |                      |
| Gibraltar             | Geen deelname | Geen deelname | Geen deelname | Geen deelname        | Geen deelname        | Geen deelname        | C    | 53     | Stabiel  | C                    |                      |                      |
| Griekenland           | B             | 29            | Gedaald       | C                    | 36                   | Gestegen             | B    | 32     | Gedaald  | C                    |                      |                      |
| Hongarije             | B             | 24            | *             | B                    | 26                   | Stabiel              | B    | 28     | Gedaald  | C                    |                      |                      |
| Ierland               | B             | 17            | Gestegen      | A                    | 15                   | Gedaald              | B    | 21     | n.t.b.   | A of B               |                      |                      |
| IJsland               | A             | 9             | *             | A                    | 15                   | Stabiel              | A    | 12     | n.t.b.   | A of B               |                      |                      |
| Israël                | C             | 35            | Gestegen      | B                    | 31                   | Gedaald              | C    | 34     | Gestegen | B                    |                      |                      |
| Italië                | A             | 7             | Stabiel       | A                    | 4                    | Stabiel              | A    | 7      | Stabiel  | A                    |                      |                      |
| Kazachstan            | C             | 44            | Stabiel       | C                    | 48                   | Stabiel              | C    | 43     | Stabiel  | C                    |                      |                      |
| Kosovo                | C             | 36            | Gestegen      | B                    | 32                   | Gedaald              | C    | 40     | n.t.b.   | B of C               |                      |                      |
| Kroatië               | B             | 23            | *             | B                    | 25                   | Stabiel              | B    | 31     | Gedaald  | C                    |                      |                      |
| Letland               | C             | 38            | *             | C                    | 42                   | Stabiel              | C    | 37     | Gestegen | B                    |                      |                      |
| Liechtenstein         | Geen deelname | Geen deelname | Geen deelname | Geen deelname        | Geen deelname        | Geen deelname        | C    | 52     | Stabiel  | C                    |                      |                      |
| Litouwen              | C             | 42            | Stabiel       | C                    | 47                   | Stabiel              | C    | 45     | Stabiel  | C                    |                      |                      |
| Luxemburg             | C             | 43            | Stabiel       | C                    | 38                   | Stabiel              | C    | 35     | Gestegen | B                    |                      |                      |
| Malta                 | C             | 34            | Gestegen      | B                    | 30                   | Gedaald              | C    | 36     | Gestegen | B                    |                      |                      |
| Moldavië              | C             | 49            | Stabiel       | C                    | 49                   | Stabiel              | C    | 48     | Stabiel  | C                    |                      |                      |
| Montenegro            | C             | 39            | *             | C                    | 39                   | Stabiel              | C    | 38     | Gestegen | B                    |                      |                      |
| Nederland             | A             | 4             | Stabiel       | A                    | 8                    | Stabiel              | A    | 5      | Stabiel  | A                    |                      |                      |
| Noord-Ierland         | B             | 26            | *             | B                    | 23                   | Stabiel              | B    | 24     | n.t.b.   | A of B               |                      |                      |
| Noord-Macedonië       | C             | 45            | Stabiel       | C                    | 45                   | Stabiel              | C    | 49     | Stabiel  | C                    |                      |                      |
| Noorwegen             | A             | 12            | *             | A                    | 10                   | Stabiel              | A    | 8      | Stabiel  | A                    |                      |                      |
| Oekraïne              | B             | 27            | *             | B                    | 22                   | Stabiel              | B    | 20     | Gestegen | A                    |                      |                      |
| Oostenrijk            | A             | 8             | Stabiel       | A                    | 11                   | Stabiel              | A    | 11     | n.t.b.   | A of B               |                      |                      |
| Polen                 | B             | 19            | Gestegen      | B                    | 16                   | Gedaald              | B    | 17     | Gestegen | A                    |                      |                      |
| Portugal              | A             | 13            | Gedaald       | B                    | 17                   | Gestegen             | A    | 13     | Gedaald  | B                    |                      |                      |
| Roemenië              | B             | 31            | Gedaald       | C                    | 34                   | Gestegen             | B    | 29     | Gedaald  | C                    |                      |                      |
| Schotland             | A             | 15            | Gedaald       | B                    | 18                   | Gestegen             | A    | 16     | Gedaald  | B                    |                      |                      |
| Servië                | B             | 22            | *             | B                    | 21                   | Stabiel              | B    | 19     | Gestegen | A                    |                      |                      |
| Slovenië              | B             | 28            | Gedaald       | C                    | 33                   | Gestegen             | B    | 18     | Gestegen | A                    |                      |                      |
| Slowakije             | B             | 25            | *             | B                    | 28                   | Gedaald              | C    | 33     | Gestegen | B                    |                      |                      |
| Spanje                | A             | 1             | Stabiel       | A                    | 1                    | Stabiel              | A    | n.t.b. | Stabiel  | A                    |                      |                      |
| Tsjechië              | B             | 20            | Gestegen      | A                    | 14                   | Gedaald              | B    | 22     | n.t.b.   | A of B               |                      |                      |
| Turkije               | C             | 33            | Gestegen      | B                    | 22                   | Stabiel              | B    | 26     | n.t.b.   | B of C               |                      |                      |
| Wales                 | A             | 16            | Gedaald       | B                    | 20                   | Gestegen             | A    | 14     | Gedaald  | B                    |                      |                      |
| Wit-Rusland           | B             | 30            | Gedaald       | C                    | 35                   | Gestegen             | B    | 30     | Gedaald  | C                    |                      |                      |
| Zweden                | A             | 11            | *             | A                    | 9                    | Stabiel              | A    | n.t.b. | Stabiel  | A                    |                      |                      |
| Zwitserland           | A             | 14            | Gedaald       | B                    | 19                   | Gestegen             | A    | 15     | Gedaald  | B                    |                      |                      |